# Worthington Whittredge
Worthington Whittredge, född 1820 i Cincinnati, död 1910, var en amerikansk målare.
Whittredge reste 1850 till Europa, studerade i Londons och Paris museer samt var i 3 år lärjunge hos Schirmer och Andr. Achenbach i Düsseldorf. Han ägnade sig nämligen åt landskapsmålning. Därefter fortsatte han sina studier i Belgien och Holland, uppehöll sig 1855–1859 i Rom och bosatte sig slutligen i New York, där han blev ledamot av konstakademien och 1874–1877 var dess president. De första av hans arbeten bär spår av Düsseldorfskolans inflytande, men från dem skiljer sig väsentligen de senare, i Amerika utförda. Bland dessa märks Forellbäck, Sangre di Cristo-bergen i Colorado (1869), Afton i Delaware, Julafton i Italien, Efter regn med flera.